# Górniczy Klub Sportowy Bełchatów 2010-2011
Questa voce raccoglie le informazioni riguardanti il Górniczy Klub Sportowy Bełchatów nelle competizioni ufficiali della stagione 2010-2011.

## Rosa
| N. |                        | Ruolo | Calciatore        |
| -- | ---------------------- | ----- | ----------------- |
| 3  | Polonia (bandiera)     | D     | Grzegorz Baran    |
| 4  | Polonia (bandiera)     | D     | Jacek Popek       |
| 5  | Polonia (bandiera)     | C     | Janusz Gol        |
| 7  | Stati Uniti (bandiera) | A     | Jeremiah White    |
| 8  | Polonia (bandiera)     | C     | Maciej Małkowski  |
| 9  | Polonia (bandiera)     | A     | Dawid Nowak       |
| 10 | Polonia (bandiera)     | C     | Mateusz Cetnarski |
| 12 | Polonia (bandiera)     | P     | Łukasz Sapela     |
| 14 | Croazia (bandiera)     | D     | Mate Lacić        |
| 15 | Polonia (bandiera)     | D     | Kamil Wenger      |
| 16 | Polonia (bandiera)     | D     | Artur Marciniak   |
| 17 | Polonia (bandiera)     | A     | Grzegorz Kuświk   |
| 18 | Polonia (bandiera)     | C     | Łukasz Grube      |

| N. |                               | Ruolo | Calciatore           |
| -- | ----------------------------- | ----- | -------------------- |
| 19 | Polonia (bandiera)            | C     | Kamil Poźniak        |
| 21 | Polonia (bandiera)            | A     | Marcin Żewłakow      |
| 22 | Polonia (bandiera)            | D     | Grzegorz Fonfara     |
| 23 | Polonia (bandiera)            | C     | Tomasz Wróbel        |
| 27 | Macedonia del Nord (bandiera) | D     | Zlatko Tanevski      |
| 28 | Polonia (bandiera)            | D     | Marcin Drzymont      |
| 29 | Polonia (bandiera)            | C     | Mariusz Zawodziński  |
| 45 | Polonia (bandiera)            | C     | Bartłomiej Bartosiak |
| 51 | Polonia (bandiera)            | C     | Łukasz Bocian        |
| 52 | Polonia (bandiera)            | P     | Kamil Paprocki       |
| 53 | Polonia (bandiera)            | P     | Łukasz Budziłek      |
| 84 | Polonia (bandiera)            | D     | Wojciech Jarmuż      |
| 99 | Brasile (bandiera)            | A     | Marcus Vinicius      |